# Félix Quesada
Félix Quesada Mas (ur. 1902, zm. 1959) – hiszpański piłkarz, reprezentant Hiszpanii.
Przez całą karierę był związany z Realem Madryt. W królewskich barwach rozegrał 246 meczów, w których zdobył 32 gole.